# Акционер
Акционе́р — владелец акций, участник акционерного общества, имеющий право на получение прибыли от его деятельности (дивидендов). Акционерами могут быть как физические, так и юридические лица.

## Акционеры и управление в акционерном обществе
Высшим органом управления акционерного общества является общее собрание акционеров, которое принимает решения по вопросам, отнесённым к компетенции общего собрания. Акционеры акционерного общества участвуют в управлении обществом путём проведения очередного (годового) или внеочередного общего собрания акционеров.
Миноритарными акционерами именуют акционеров, имеющих незначительную долю акций. В России «армия» миноритариев появилась после приватизации государственных предприятий, в ходе которой ценные бумаги бесплатно передавались всем работникам, в том числе бывшим.
Мажоритарным является акционер, владеющий крупным пакетом акций.

## Права акционеров
Законодательство должно обеспечивать акционерам уверенность в том, что денежные средства, уплаченные ими за акции, принесут доход в виде дивидендов и/или прироста стоимости акций, а не будут присвоены или неэффективно использованы руководством акционерного общества.
Минимум необходимых акционеру прав перечислен в Принципах корпоративного управления ОЭСР. Он включает:
- надёжную регистрацию собственности на акции;
- право на передачу или перевод акций;
- право на своевременное и регулярное получение необходимой и существенной информации о корпорации;
- право на участие в общих собраниях акционеров и голосование на этих собраниях;
- право на избрание и смещение членов совета директоров;
- право на получение доли прибыли корпорации[1].

## Акционерное соглашение
Обычно отношения между акционерным обществом и акционерами, а также между различными акционерами регулируются законом. Но иногда законодательство допускает заключение соглашения между всеми или несколькими акционерами или между акционерами (всеми или несколькими) и акционерным обществом, которое регулирует широкий спектр вопросов, связанных с управлением обществом, обращением акций, решением конфликтных ситуаций и другим.

## Номинальные акционеры
Благодаря схеме номинального держания в реестре акционеров может быть указан не фактический владелец, а номинальный держатель акций — депозитарий, на лицевом счёте (счёте депо) которого учитываются права на акции, принадлежащие другим лицам. Это позволяет обеспечивать более быстрый переход прав на акции, а также конфиденциальность.